# Bactrocera facialis
Bactrocera facialis är en tvåvingeart som först beskrevs av Daniel William Coquillett 1909.  Bactrocera facialis ingår i släktet Bactrocera och familjen borrflugor. Inga underarter finns listade.